# Milesia crabroniformis
Milésie faux-frelon, Milésie frelon, Faux frelon
Espèce
Milesia crabroniformis, la Milésie faux-frelon, Milésie frelon ou le Faux frelon, est une espèce d'insectes diptères du sous-ordre des Brachycera, de la famille des Syrphidae, de la sous-famille des Eristalinae.

## Description

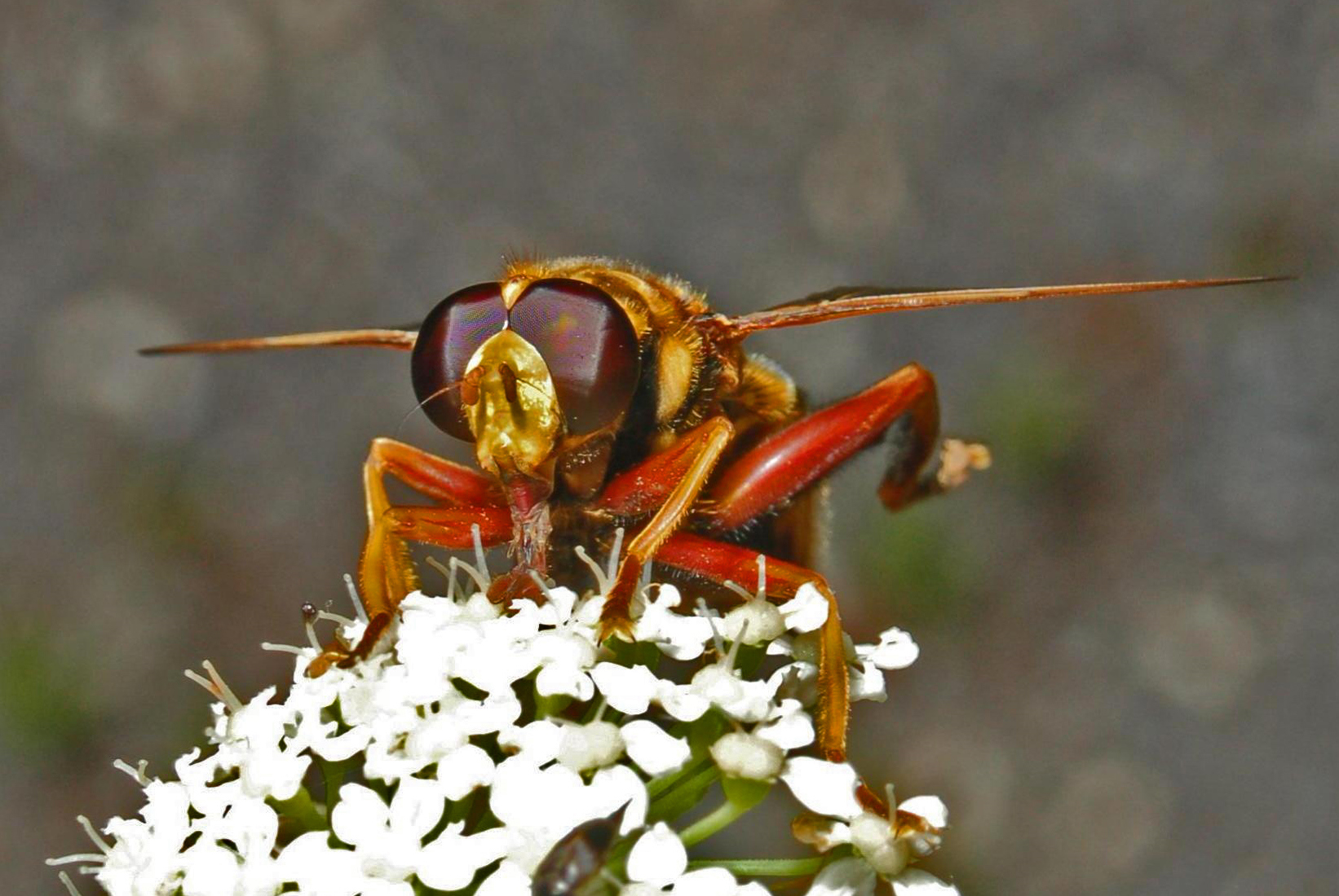
Mâle.

Comme le rappelle son nom vernaculaire faux-frelon, cet insecte ressemble, par ses couleurs, son vol bruyant et sa taille, au frelon européen (Vespa crabro) mais, dépourvu de dard, il est inoffensif. Ce syrphidé relativement rare est le plus grand parmi les espèces européennes. Les adultes atteignent 22 à 25 mm de long. Comme pour d'autres espèces de diptères, les mâles ont les yeux qui se touchent tandis que les femelles ont les yeux séparés.

## Distribution
Cette espèce est principalement présente en France, Belgique, Suisse, Espagne, Portugal, Italie, Grèce, au Proche-Orient et au nord de l'Afrique.

## Écologie
On peut rencontrer les imagos de juin à octobre dans des forêts au feuillage persistant ou caduc (chênes, hêtres, bouleaux) ; ils se nourrissent de nectar, de préférence au soleil, sur les fleurs de diverses plantes (Apiaceae, Hedera, Cirsium, Sambucus ebulus...). Les larves se développent dans le bois en décomposition.

## Autre espèce mimétique
- Volucella zonaria, la volucelle zonée, syrphidé un peu plus petit, au thorax de couleur unie dorsalement, imite aussi le frelon européen.